# Sessa Cilento
Sessa Cilento es una localidad y comune italiana de la provincia de Salerno, región de Campania, con 1.400 habitantes.

## Evolución demográfica
| Gráfica de evolución demográfica de Sessa Cilento entre 1861 y 2001 |
|                                                                     |
| Fuente ISTAT - elaboración gráfica de Wikipedia                     |